# КК Мирафлорес
КК Мирафлорес (шп. CB Miraflores) шпански је кошаркашки клуб из Бургоса. Из спонзорских разлога пун назив клуба тренутно гласи Сан Пабло Бургос (San Pablo Burgos).

## Историја
Клуб је основан 1994. године, али је тек 2015. формирао професионални тим. Од сезоне 2017/18. такмичи се у АЦБ лиги.

## Успеси

### Међународни
- ФИБА Лига шампиона:
  - Победник (1): 2020, 2021.

- Интерконтинентални куп:
  - Победник (1): 2021.
  - Финалиста (1): 2022.

## Учинак у претходним сезонама
| Сез.     | Првенство Шпаније | Куп Шпаније  | Европско такмичење            | Остала такмичења                   |
| -------- | ----------------- | ------------ | ----------------------------- | ---------------------------------- |
| 2017/18. | 14. место         | —            | —                             | —                                  |
| 2018/19. | 11. место         | —            | —                             | —                                  |
| 2019/20. | Полуфинале ПО     | —            | ФИБА Лига шампиона — Победник | —                                  |
| 2020/21. | Четвртфинале ПО   | Четвртфинале | ФИБА Лига шампиона — Победник | Интерконтинентални куп — Победник  |
| 2021/22. | 18. место         | —            | ФИБА Лига шампиона — Плеј-ин  | Интерконтинентални куп — Финалиста |

## Познатији играчи
- Дејвидас Гајлијус
- Дион Томпсон
- Ерл Кларк
- Алекс Ренфро
- Омар Кук
- Влатко Чанчар
- Драган Апић
- Огњен Јарамаз
- Оливер Стевић
- Дејан Кравић
- Вјачеслав Кравцов
- Дино Радончић

## Тренери (хронолошким редом)
- Андреу Касадевал (2015)
- Дијего Епифанио (2015—2019)
- Ђоан Пењароја (2019—тренутно)